# Ligne Higashiyama
La ligne Higashiyama (東山線, Higashiyama-sen) est une ligne du métro de Nagoya au Japon. Également ligne 1 du réseau, elle relie la station de Takabata à celle de Fujigaoka. Longue de 20,6 km, elle traverse Nagoya selon un axe est-ouest en passant par les arrondissements de Nakagawa, Nakamura, Naka, Higashi, Chikusa et Meitō. Sur les cartes, la ligne est identifiée avec la lettre H et sa couleur est jaune.

## Histoire
Le premier tronçon de la ligne Higashiyama a été ouvert le 15 novembre 1957 entre la gare de Nagoya et Sakaemachi (aujourd'hui Sakae). La ligne a ensuite été prolongée à Ikeshita en 1960, à Higashiyama Kōen en 1963, et à Hoshigaoka en 1967. En 1969, la ligne arrive à Fujigaoka, son terminus est. La dernière extension date de 1982 avec le prolongement à Takabata, le terminus ouest de la ligne.

## Caractéristiques

### Ligne
- Écartement : 1 435 mm
- Alimentation : 600 V par troisième rail
- Vitesse maximale : 65 km/h

### Stations

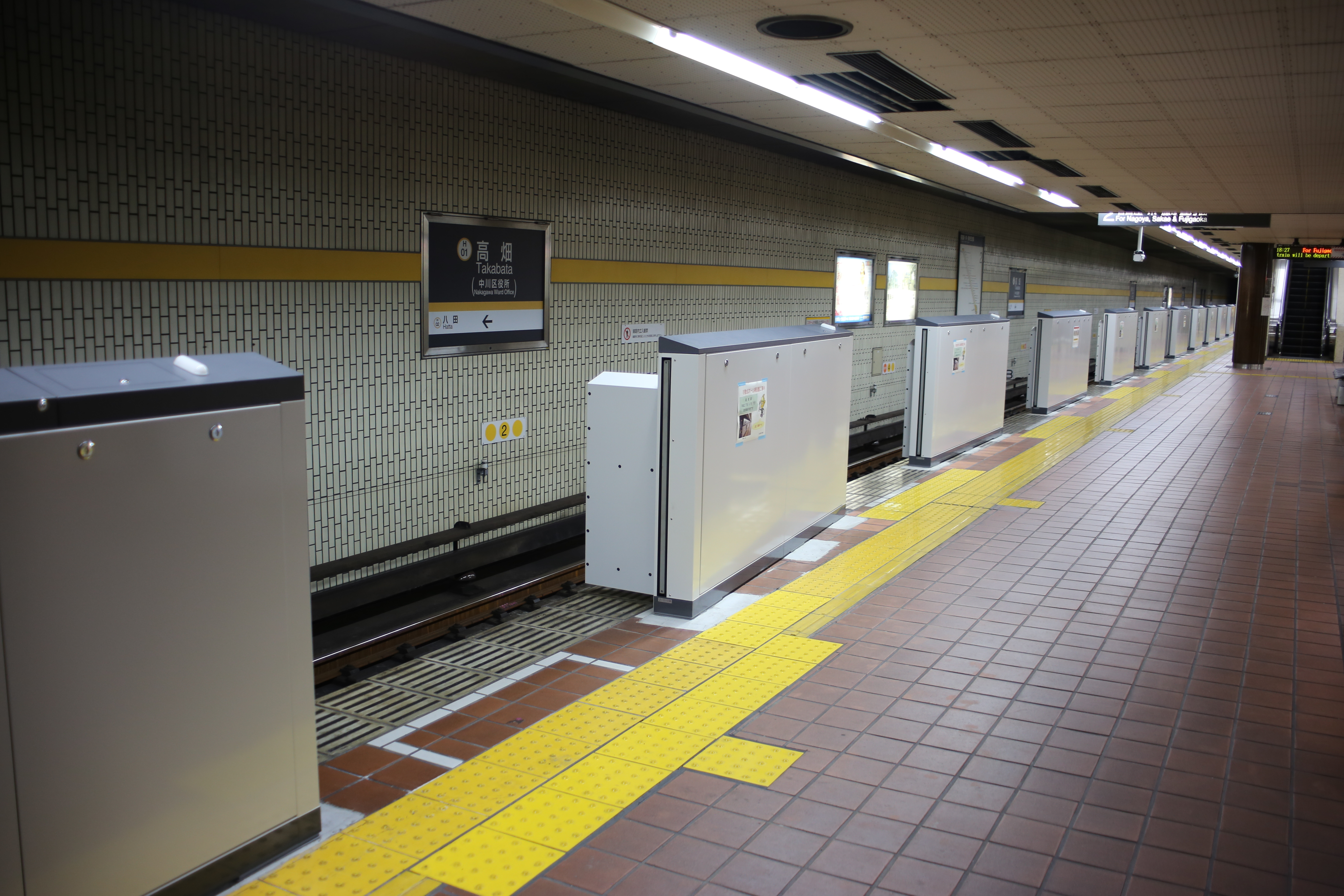
La ligne Higashiyama à Takabata

La ligne Higashiyama comporte 22 stations, identifiées de H01 à H22.
| Numéro | Station          | Nom japonais | Distance (km) | Correspondances | Arrondissement |
| ------ | ---------------- | ------------ | ------------- | --- | -------------- |
| H01    | Takabata         | 高畑         | 0             | | Nakagawa       |
| H02    | Hatta            | 八田         | 0,9           | JR Central : Kansai Kintetsu : Nagoya | Nakagawa       |
| H03    | Iwatsuka         | 岩塚         | 2,0           | | Nakamura       |
| H04    | Nakamura Kōen    | 中村公園     | 3,1           | | Nakamura       |
| H05    | Nakamura Nisseki | 中村日赤     | 3,9           | | Nakamura       |
| H06    | Honjin           | 本陣         | 4,6           | | Nakamura       |
| H07    | Kamejima         | 亀島         | 5,5           | | Nakamura       |
| H08    | Nagoya           | 名古屋       | 6,6           | Métro de Nagoya : Sakura-dōri JR Central : Tōkaidō Shinkansen, Chūō, Kansai, Tōkaidō Meitetsu : Nagoya (à Meitetsu Nagoya) Kintetsu : Nagoya (à Kintetsu-Nagoya) Nagoya Rinkai Rapid Transit : Aonami | Nakamura       |
| H09    | Fushimi          | 伏見         | 8,0           | Métro de Nagoya : Tsurumai | Naka           |
| H10    | Sakae            | 栄           | 9,0           | Métro de Nagoya : Meijō Meitetsu : Seto (à Sakaemachi) | Naka           |
| H11    | Shinsakae-machi  | 新栄町       | 10,1          | | Higashi        |
| H12    | Chikusa          | 千種         | 11,0          | JR Central : Chūō | Higashi        |
| H13    | Imaike           | 今池         | 11,7          | Métro de Nagoya : Sakura-dōri | Chikusa        |
| H14    | Ikeshita         | 池下         | 12,6          | | Chikusa        |
| H15    | Kakuōzan         | 覚王山       | 13,2          | | Chikusa        |
| H16    | Motoyama         | 本山         | 14,2          | Métro de Nagoya : Meijō | Chikusa        |
| H17    | Higashiyama Kōen | 東山公園     | 15,1          | | Chikusa        |
| H18    | Hoshigaoka       | 星ヶ丘       | 16,2          | | Chikusa        |
| H19    | Issha            | 一社         | 17,5          | | Meitō          |
| H20    | Kamiyashiro      | 上社         | 18,6          | | Meitō          |
| H21    | Hongō            | 本郷         | 19,3          | | Meitō          |
| H22    | Fujigaoka        | 藤が丘       | 20,6          | Linimo | Meitō          |

## Matériel roulant

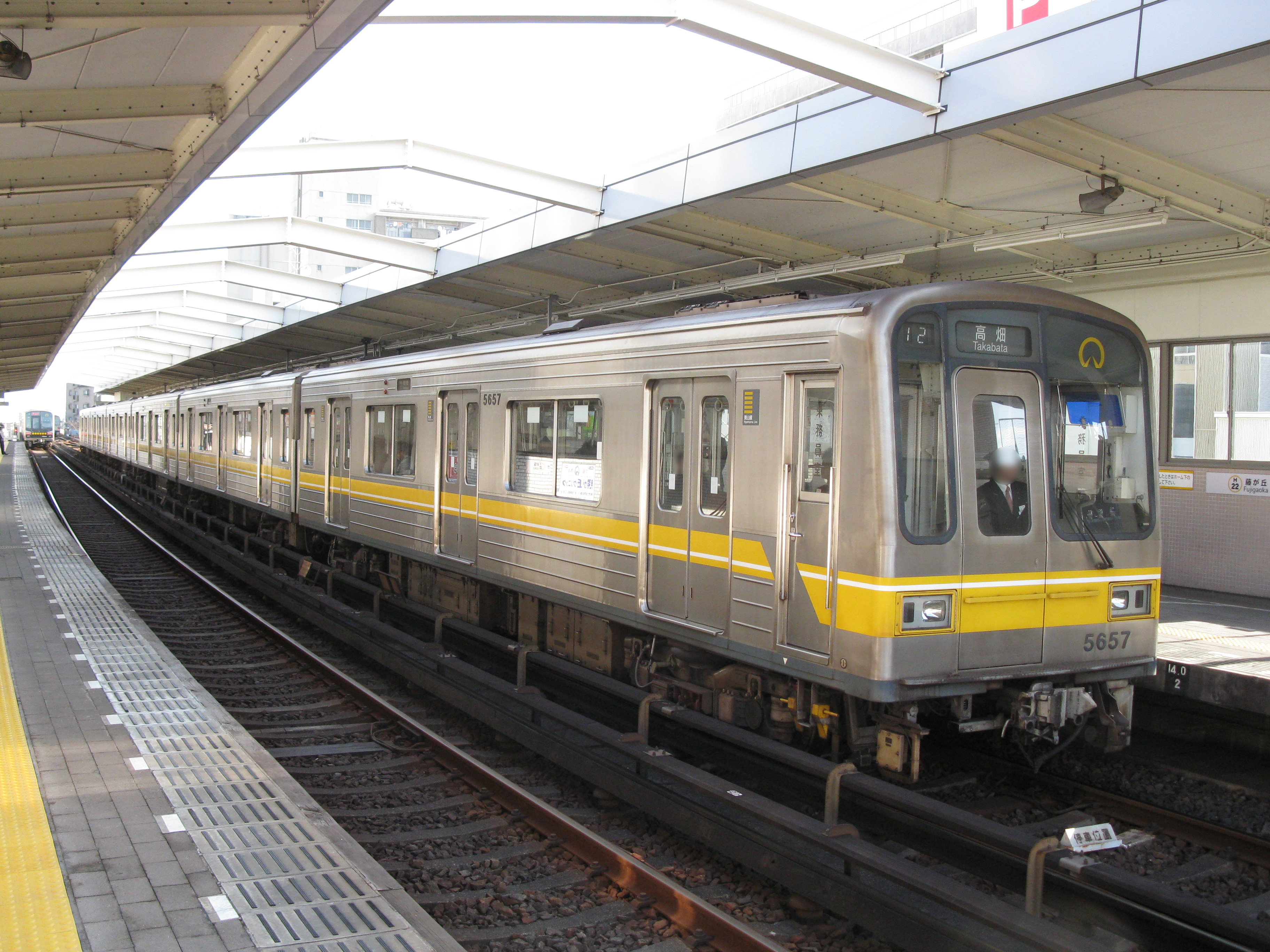
Série 5050
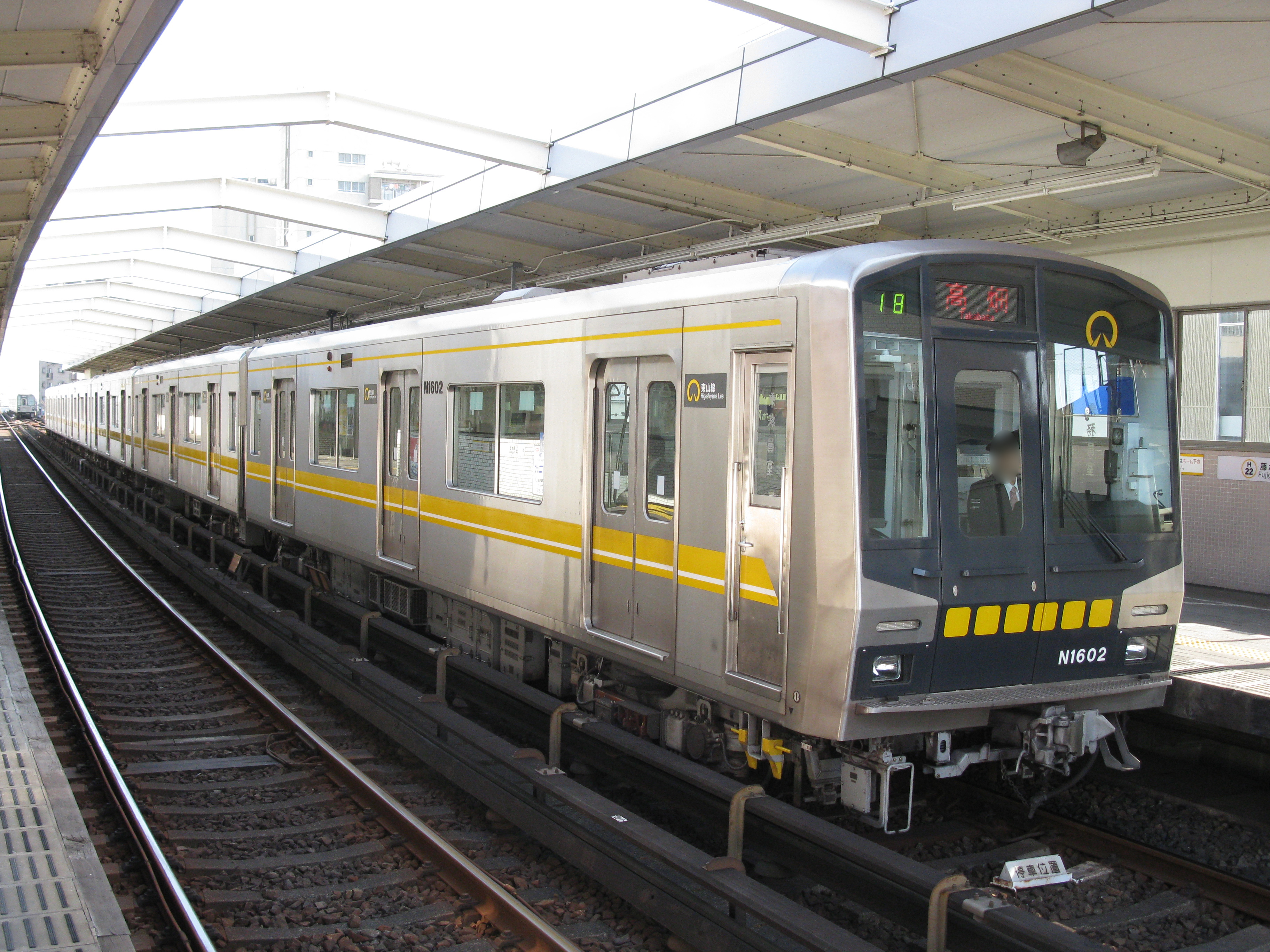
Série N1000